# Aphrodite (gisement de gaz)
Pour les articles homonymes, voir Aphrodite (homonymie).
Aphrodite est un gisement de gaz naturel situé au large de Chypre, en mer très profonde (1 700 mètres).
La compagnie texane Noble Energy a obtenu en 2008 une concession pour explorer dans cette zone. Fin 2011, Noble annonce qu'un forage d'exploration dans sa concession a donné lieu à une découverte de gaz naturel importante.
Il appartient à un bassin sédimentaire qui a donné d'autres découvertes de gaz dans les eaux égyptiennes (Zohr) et israéliennes léviathan. Il possède des réserves de 129 milliards de mètres cubes.
Une partie du gisement, environ 10%, se trouve du côté israélien de la frontière maritime. En 2020, les deux pays négocient sur les termes exacts du partage de la ressource.